# 토크토아 베키
토크토아 베키(Тохтоа-беки, 1122년 ~ 1205년/1208년)는 몽골 메르키트족의 족장 중 한명이다. 보돈차르씨족 예수게이가 그의 동생 칠레두의 처 호엘룬을 납치한 일로 테무친 가계와는 원수가 되었다. 우드이트(兀都亦惕) 씨족이다.

## 생애
메르키트족 족장 투두르 벨게 테긴의 아들로 태어났다. 암바가이 칸의 셋째 아들 카다안 타이시와 교전, 크게 패했다가 3년 뒤 다시 카다안을 공격하였으나 참패하였다. 그는 1137년에 아버지와 함께 케레이트족의 마르쿠즈 칸을 공격하여 패배시킨 후, 마르쿠즈 칸의 손자인 토그릴을 납치해 노예로 만들었으며 몽골족의 카불 칸과 호툴라 칸을 공격하여 패배시키기도 하였다. 그는 아버지가 1157년경에 죽자 그의 뒤를 이어 메르키트족의 족장이 되었다.
1161년에 동생 칠레두가 호엘룬과 결혼했는데, 보돈차르 부족 예수게이가 습격, 약탈혼을 해 토크토아 베키는 분노했다.
1178년, 토크토아 베키는 몽골족을 침입해 테무친의 아내 보르테를 납치하여 칠레두의 동생인 칠게르의 아내로 만들려고 하였다. 1182년, 자무카, 토그릴 완 칸과 연합한 테무친이 메르키트를 공격한다. 메르키트는 맞서 싸웠으나 패배한다.
1201년, 세력을 키운 테무친이 자무카와 대립하자 토크토아 베키는 타이치우드족의 타르구타이와 함께 자무카 진영으로 들어간다. 1202년 케레이트의 옹 칸이 칭기즈칸 몰래 메르키트부족을 습격, 토크토아 베키를 바르크진 골짜기로 쫓아내고 토그토아의 장남 토구스 베키를 사살, 토크토아의 처자와 부락민을 포로로 데려갔다.
1204년에는 자무카, 나이만족의 지도자 타이양 칸과 연합하여 칭기즈 칸을 죽이려 했으나 타이양 칸이 전사하면서 이것마저 실패한다. 그 이후, 타이양 칸의 아들인 쿠츨루크와 연합하다가 얼마안가 해체하고 칭기즈 칸을 피해 도망다녔다.
1205년 혹은 1208년, 토크토아는 나이만의 쿠츨루크강과 이르티시강이 합류하는 부크도르마 강 수원에서 진용을 개편하였다. 이 곳에서 칭기즈 칸의 추격대와 싸우다가 패배하여 퇴각하던 중, 화살에 맞아 사망한다. 그 후에 쿠두 등 토크토아 베키의 아들들이 그의 목을 베어 도망갔다.

## 같이 보기
- 메르키트
- 칠레두